# Greuthau
Greuthau ist ein mit Verordnung vom 9. Februar 1938 ausgewiesenes Naturschutzgebiet mit der Nummer 4.009. Mit Verordnung des Regierungspräsidiums Tübingen vom 14. März 2006 wurden die Talstationen des Skilifts Traifelberg ausgegrenzt.

## Lage
Das Naturschutzgebiet befindet sich im Naturraum Mittlere Kuppenalb. Es liegt auf der Hochfläche der Schwäbischen Alb südlich des Ortsteils Honau der Gemeinde Lichtenstein. Es ist sowohl Teil des FFH-Gebiets Nr. 7521-341 Albtrauf Pfullingen als auch des Vogelschutzgebiets Nr. 7422-441 Mittlere Schwäbische Alb.

## Schutzzweck
Schutzzweck ist die Erhaltung des Vegetationsmosaiks aus Kalkmagerrasen, Wacholderheiden, Glatthaferwiesen, Gebüschgruppen, Waldgesellschaften, Weidbuchen und Weidfichten.

## Besonderheiten
Eine Besonderheit ist der Bestand an stattlichen Weidbuchen und Weidfichten, die dem Gebiet einen parkartigen Charakter verleihen.